# Pithecellobium mucronatum
Pithecellobium mucronatum là một loài thực vật có hoa trong họ Đậu. Loài này được Coker miêu tả khoa học đầu tiên.